# Klubi Sportiv Sopoti Librazhd
Il Klubi Sportiv Sopoti Librazhd è una squadra di calcio albanese fondata nel 1948 a Librazhd. Nella sua storia ha disputato prevalentemente campionati minori con 5 apparizioni nella massima serie del campionato albanese di calcio negli anni novanta. Nella stagione 2024-2025 milita in Kategoria e Dytë.

## Storia
Il club è stato fondato nel 1948 col nome KS Albania Tabak Librazhd. Disputa campionati nelle serie minori fino al 1992 quando viene promosso in Kategoria Superiore. Alla seconda stagione nel massimo campionato viene retrocessa ma dopo un solo anno in Kategoria e Parë torna nella massima serie e disputa altri tre campionati prima di venire nuovamente retrocessa. Il miglior risultato è l'ottavo posto nella stagione 1995-1996.

## Palmarès

### Competizioni nazionali
- Kategoria e Parë: 1

1991-1992
- Kategoria e Dytë: 1

1983-1984

### Altri piazzamenti
- Kategoria e Dytë:

Secondo posto: 2013-2014

## Stadio
Il club gioca i suoi incontri casalinghi nello Stadiumi Sopoti, impianto dotato di 3.000 posti.